# Henricus Ubbius
Henricus Ubbius, auch Henricus Ubbinusm eigentlich Hinrich Ubben, (* um 1495 in Ostermarsch; † 18. März 1541 in Norden) war ein ostfriesischer Jurist, Kanzler und Chronist.
Henricus Ubbius wurde am 21. April 1515 als Henricus Obbo de Eymda an der Universität Köln immatrikuliert und erlangte hier am 10. November 1517 die Würde eines Baccalaureus der Rechte. 1528/29, studierte er erneut in Köln, und zwar u. a. bei Johannes Matthias Ortter aus Frickenhausen am Main (danach auch Frissemius, Frishemius, Phrissemius genannt), der nicht nur Professor für Zivilrecht, sondern zusammen mit Alardus von Amsterdam auch Herausgeber der Werke Rudolf Agricolas war. Dieser Lehrer beeinflusste Ubbius stark im Hinblick auf seine humanistische Prägung.
Den Doktorgrad erwarb Ubbius erst 1539. Spätestens seit 1532 war er auch Dekan des Kapitels der Bremer St. Stephans- und Willehadkirche, offenkundig ein Amt, das nicht an die dauernde Anwesenheit in Bremen gebunden war. Daneben war Ubbius auch Rat des reformationsfeindlichen Erzbischofs von Bremen und Administrators von Verden, Christoph von Braunschweig-Wolfenbüttel (1487–1558). 1539 wurde er ostfriesischer Kanzler. In diesem Amt führte er kurz darauf u. a. Verhandlungen mit Maria von Jever.
Die historische Bedeutung von Ubbius liegt in seiner „Frisiae descriptio“. Dieser Text wurde erst 1913 im vatikanischen Archiv entdeckt. Es handelt sich – ein knappes Jahrhundert vor dem Erscheinen des großen Werkes von Ubbo Emmius – um die erste Landesbeschreibung Ostfrieslands. Zugleich ist die Schrift die wohl bedeutendste Quelle für die kirchenpolitisch umwälzenden 1520er Jahre in Ostfriesland. Man vermutet, dass die „Descriptio“ in Italien – und wohl auch primär für italienische Leser – entstand (um 1530).
Ubbius starb nach längerer Krankheit in Norden.